# São José da Vitória
São José da Vitória es un municipio brasileño situado en el sur del estado de Bahía, en los márgenes de la carretera BR-101. Es una de las menores ciudades de Bahía. El río Una abastece la ciudad, así como la ciudad vecina de Buerarema. Su población estimada en 2010 era de 5.715 habitantes. 